# Oliver Wolcott
Oliver Wolcott Sr. (20 de novembre de 1726 - 1 de desembre de 1797) fou un polític nord-americà. Va ser signant de la Declaració d'Independència dels Estats Units i també dels Articles de la Confederació com a representant de Connecticut i el XIX governador de Connecticut. Va ser major general de la milícia de Connecticut en la Guerra de la Independència dels Estats Units sota les ordres de George Washington.